# 소가야중학교
소가야중학교(小伽倻中學校)는 대한민국 경상남도 고성군 삼산면 삼봉리에 있는 공립 중학교이다.

## 학교 연혁
- 2013년 2월 : 중앙 투ㆍ융자 심사결과 적정으로 기숙형 중학교 설립확정
- 2014년 7월 : 개교준비 T/F팀 구성
- 2014년 8월 29일 : 시설공사 착공
- 2015년 8월 : 소가야중학교 교명 확정
- 2015년 12월 : 경상남도립학교 설치 조례 개정 교명 확정
- 2016년 3월 : 소가야 중학교 개교
- 2023년 2월 10일 : 2022학년도 제7회 36명 졸업
- 2023년 3월 1일 : 제4대 배효주 교장 취임
- 2023년 3월 2일 : 2023학년도 신입생 50명 입학

## 참고 자료
- 소가야중학교 - 한국교육학술정보원 학교알리미